# Samiam
Samiam est un groupe de punk rock américain, originaire d'El Sobrante, en Californie. Formé en 1988, ils sont souvent rapprochés de Jawbreaker et de Hot Water Music.

## Biographie
Samiam est formé à la fin 1988 après la séparation du groupe Isocracy du 924 Gilman Street. Leur premier concert s'effectue en janvier 1989 avec Christ on Parade. Ils publient leurs albums aux labels New Red Archives et Hopeless Records aux États-Unis, et chez Burning Heart Records en Europe. Au milieu des années 1990, le groupe publie deux albums chez des majors, Atlantic Records en 1994 et Ignition/Tommy Boy en 1997. Ils réussissent à se populariser auprès du grand public ; leur clip Capsized est diffusé sur MTV, jouent au The Jon Stewart Show en 1994, et le single She Found You est significativement diffusé à la radio en 1998. Le groupe tourne en Europe, en Amérique du Nord et au Japon avec notamment Bad Religion, Green Day, The Toadies, Sense Field, blink-182, et Millencolin.
À la fin de 2000, le groupe cesse ses activités après l'album Astray. Ils enregistrent cependant un septième album, Whatever's Got You Down, publié en 2006. Samiam tourne trois nouvelles fois en Europe en 2006 et 2007, puis en Amérique en 2008. Samiam tourne en Australie en septembre 2009, avec le groupe A Death in the Family.  En octobre 2010 ils tournent encore avec A Death in the Family,. Samiam publie Trips, leur premier album en cinq ans, le 6 septembre 2011.
En décembre 2019, le groupe annonce sur sa page Facebook qu'un nouvel album est en production. Huit années se seront écoulés depuis leur dernier album Trips.

## Membres
- Jason Beebout - chant
- Jeremy Bergo - basse
- Johnny Cruz - batterie
- Sean Kennerly - guitare
- Sergie Loobkoff - guitare

## Discographie
- 1990 : Samiam
- 1991 : Soar
- 1992 : Billy
- 1994 : Clumsy
- 1997 : You Are Freaking Me Out
- 1999 : The New Red Years
- 2000 : Astray
- 2006 : Whatever's Got You Down
- 2010 : Orphan Works (compilation de morceaux rares)
- 2011 : Trips
- 2023 : Stowaway